# Антонин из Сорренто
Антонин (Кампанья, после 550 года — Сорренто, 14 февраля 625 года) — святой отшельник, игумен. День памяти — 14 февраля.
Святой Антонин родился после 550 года в сельской местности в Сан-Сильвестро. Сын Витале Алессандро Кателло (Cacciottolo) и Аделисии Маддалены де Вереа,  он осиротел между 555 и 556 и был принят бенедиктинцами из монастыря Санта-Мария-де-Страда (или Фурано).
Он поступил в бенедиктинский монастырь Монтекассино (хотя некоторые сообщения от агиографов XVII и XVIII веков указывают на монастырь в его родном городе), но вскоре после нападения лангобардов в 589 году ему пришлось отправиться в Кастелламмаре-ди-Стабия, организованный епископом Кателло, позже признанным святым и покровителем этого города.
Став доверенным епископа, а затем епархиальным викарием, он попросил и получил от Кателло разрешение удалиться на близлежащую Монте Ауреа, желая отшельничества, к которому сразу же присоединился сам Кателло. Здесь они основали скит, от которого вскоре пришлось отказаться после обвинений в апостасии и идолопоклоннических культах, которые в тревогу привели папу Римского Сабиниана.
Через короткое время попечением папы Римского папы Бонифацию III с них были сняты обвинения, и святые отцы смогли возобновить свою деятельность по расширению храма на горе, которая вскоре стала местом интенсивных паломничеств из соседнего города Сорренто.
Антонин был приглашен тамошними жителями переехать в город, в бенедиктинский монастырь Сант-Агриппино (618 г.), настоятелем которого он вскоре стал, расширив свою известность как святость даже благодаря многочисленным чудесам, в которых он будет главным героем.
Прежде чем прибыть в Сорренто, спустившись с Монте Аурео (Гора Файто), он пересёк различные районы Вико Экуенсе, ища освежения и спрашивая глоток воды, в чём ему отказали все встреченные люди. В те времена добыча воду было тяжелой работой, поэтому каждый, когда ему удавалось её добыть, хорошенько думал прежде чем с ней расстаться.
Приехав в район Аролы, он, однако, встретил и пожилую женщину, которая щедро, с готовностью предложила ему выпить.
По преданию в благодарность ей святой Антонин сказал: "Где бы вы ни копали в этой стране, вы всегда можете найти воды в изобилии", и с тех пор в Ароле никогда не было проблем с засухой.
Как только он утолил жажду, опять же согласно легенде, святой Антонин посадил три желудя и полил их водой, предложенной ему пожилой женщиной. Из этих желудей родились три дуба. От одного из трёх сохранился кусок ветки, находящийся под статуей святого, расположенной в Ароле, на площади Сант-Антонино.

## Почитание
Святой отошёл ко Господу 14 февраля 625 года. Его тело было помещено в сундук, заложенный в монастырской стене, и он сказал своим последователям незадолго до этого, что не хочет, чтобы его хоронили «ни в городе, ни за его пределами».
Римский мартиролог сообщает:
Presso Sorrento in Campania, sant’Antonino, abate, che si ritirò in solitudine dopo che il suo monastero fu distrutto dai Longobardi.